# Consulat général du Brésil à Paris
Le consulat général du Brésil à Paris est une représentation consulaire du Brésil en France. Il est situé 65 avenue Franklin-D.-Roosevelt, dans le 8e arrondissement de Paris, en Île-de-France.